# Per Ivar Moe
Pour les articles homonymes, voir Moe.
Per Ivar Moe, né le 11 novembre 1944 à Ålesund, est un patineur de vitesse norvégien.

## Biographie
Aux Jeux olympiques d'hiver de 1964 à Innsbruck en Autriche, Per Ivar Moe remporte la médaille d'argent sur 5 000 mètres. Il est également champion du monde toutes épreuves en 1965 et trois fois médaillé aux championnats d'Europe toutes épreuves : il gagne l'argent en 1965 et le bronze en 1963 et 1964. En 1965, il reçoit le prix Oscar Mathisen qui récompense la meilleure performance de la saison de patinage de vitesse,.

## Palmarès
| Compétition                             | Or   | Argent         | Bronze    |
| Jeux olympiques                         | –    | 1964 (5 000 m) | –         |
| Championnats du monde toutes épreuves   | 1965 | –              | –         |
| Championnats d'Europe toutes épreuves   | –    | 1965           | 1963 1964 |
| Championnats de Norvège toutes épreuves | 1964 | 1965           | 1966      |

## Records personnels
| Distance      | Temps         | Année |
| ------------- | ------------- | ----- |
| 500 mètres    | 41 s 6        | 1963  |
| 1 500 mètres  | 2 min 6 s 9   | 1966  |
| 5 000 mètres  | 7 min 38 s 6  | 1964  |
| 10 000 mètres | 15 min 47 s 8 | 1964  |